# Хадонг

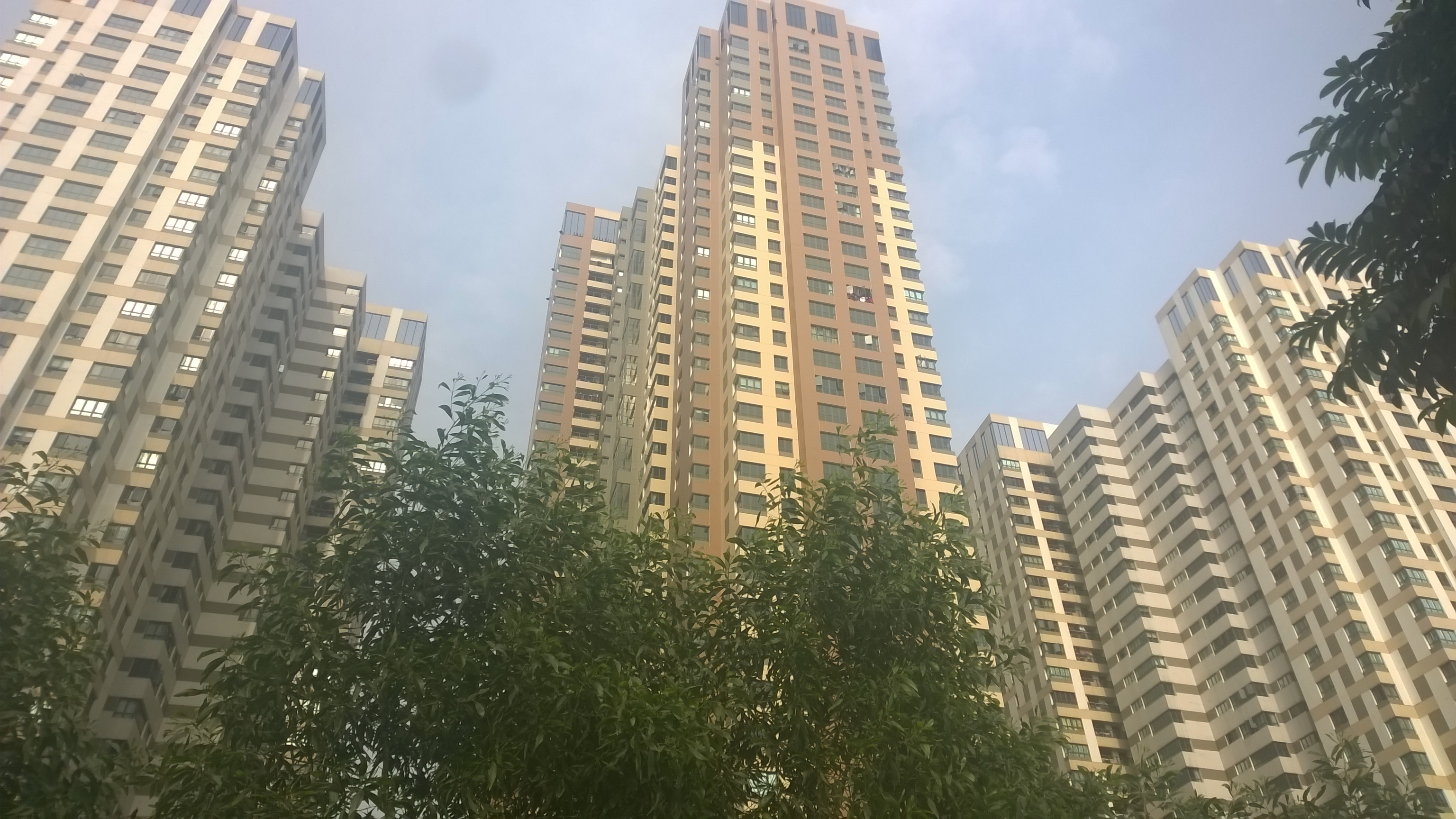
Новый микрорайон

Хадонг (вьет. Hà Đông) — один из двенадцати городских районов (quận), входящих в состав Ханоя. Площадь — 33 км², население — 136 тыс. человек. Ранее Хадонг являлся столицей провинции Хатэй (вьет. Hà Tây), пока та в 2008 году не была включена в состав Ханоя.

## География
Район Хадонг расположен на юго-западе от центра Ханоя. На севере он граничит с районом Намтыльем, на северо-востоке — с районом Тханьсуан, на востоке — с уездом Тханьчи, на юге — с уездом Тханьоай, на юго-западе — с уездами Тьыонгми и Куокоай, на северо-западе — с уездом Хоайдык.
В пределах района протекает несколько рек, в том числе крупные Дэй (вьет. Sông Đáy) и Нюэ (вьет. Sông Nhuệ). Вокруг озера Ванкуан (вьет. Văn Quán) расположены зона отдыха и развлечений, парк и кладбище.

## Административное деление
В настоящее время в состав района Хадонг входят 17 кварталов (phường) — Бьензянг (вьет. Biên Giang), Донгмай (вьет. Đồng Mai), Зыонгной (вьет. Dương Nội), Хакау (вьет. Hà Cầu), Кьенхынг (вьет. Kiến Hưng), Лакхе (вьет. La Khê), Молао (вьет. Mộ Lao), Нгуенчай (вьет. Nguyễn Trãi), Фула (вьет. Phú La), Фулам (вьет. Phú Lãm), Фулыонг (вьет. Phú Lương), Фукла (вьет. Phúc La), Куангчунг (вьет. Quang Trung), Ванфук (вьет. Vạn Phúc), Ванкуан (вьет. Văn Quán), Йеннгиа (вьет. Yên Nghĩa) и Йеткьеу (вьет. Yết Kiêu).

## Экономика
В сфере розничной торговли представлены как современные многоуровневые торговые центры (Melinh Plaza, Hồ Gươm Plaza), сетевые супермаркеты и гипермаркеты (Metro, Big C, Vinmart, Co.op Mart, Sapo mart, MediaMart, Vinatex, Seven Mart, Happy Mart), автосалоны мировых брендов, так и традиционные уличные рынки (Хадонг, Ванкуан, Ванфук, Во, Йеннгиа, Сань, Демнонгшан-Ванкуан, Йенфук, Кьенхынг, Сом), мелкие магазины и закусочные. В Хадонге имеется несколько больших гостиниц (в том числе Mường Thanh Grand Xala и Perfect), а также крупный бизнес-центр Park City Hà Nội.
В Хадонге очень развиты ремесло и кустарные промыслы. Квартал Ванфук известен как «шёлковая деревня Хадонг» (вьет. Làng lụa Hà Đông) и славится традиционным производством шёлка. Квартал Лакхе известен как «деревня текстильщиков» (вьет. Làng dệt La Khê). Деревня Даши в квартале Кьенхынг известна как «деревня кузнецов» (вьет. Làng rèn Đa Sỹ).
В последние годы в Хадонге растёт число высотных жилых комплексов, в районе расположены башни The Pride, Văn Phú Victoria, SME Hoang Gia, Van Quan Tower, CT4 Xa La, CT3 Xa La, Sông Đà 11, Vinaconex 21, Euroland, Rainbow Van Quan, Hồ Gươm Plaza и The Vesta.

## Транспорт

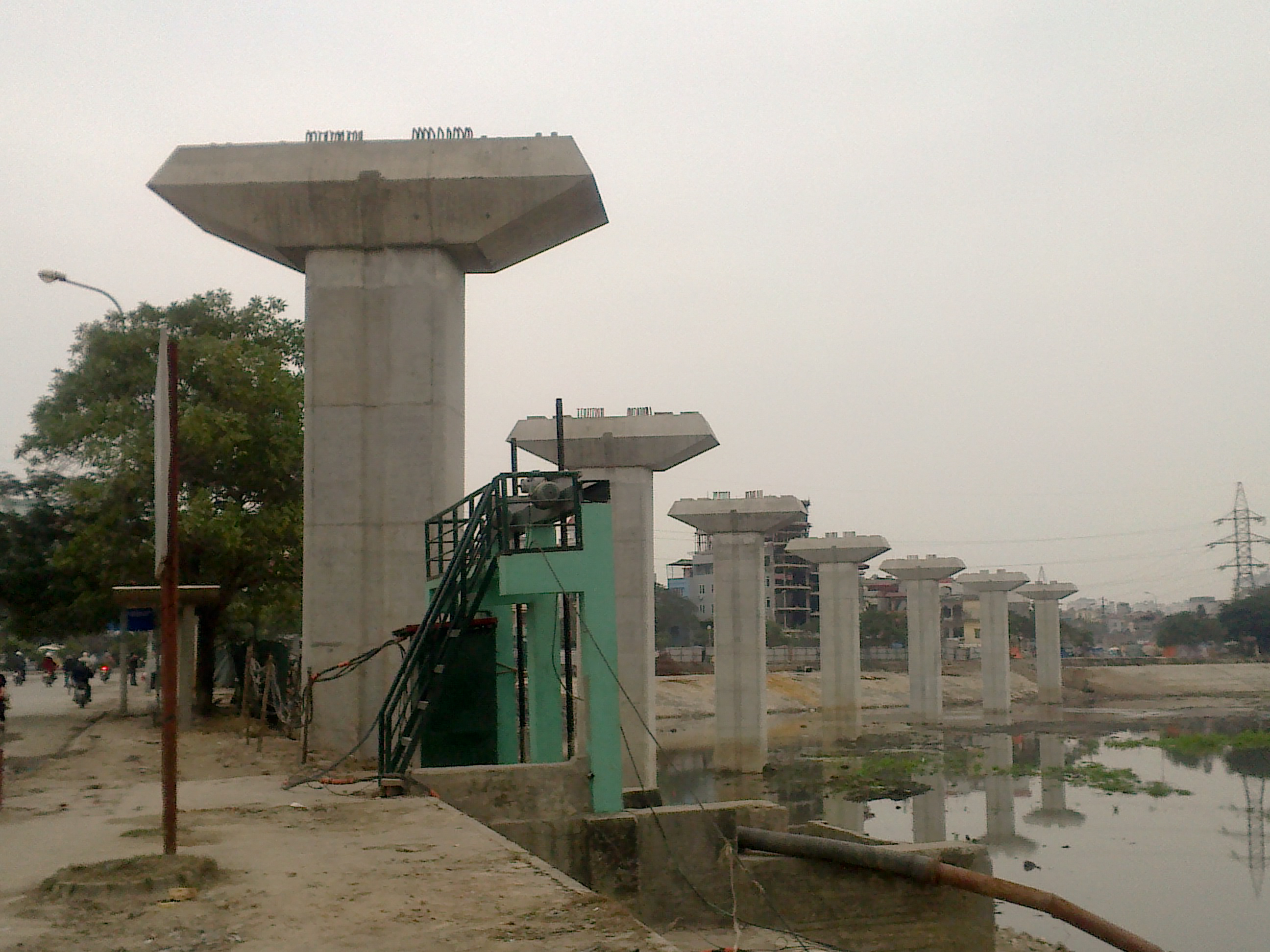
Строительство Ханойского метро

В районе пересекаются национальное шоссе № 6 (вьет. Quốc lộ 6) и национальное шоссе № 21B (вьет. Quốc lộ 21B). Другими оживлёнными магистралями района являются улицы Чанфу (вьет. Trần Phú), Лечонгтан (вьет. Lê Trọng Tấn), Молао (вьет. Mộ Lao), Нгуенкхюэн (вьет. Nguyễn Khuyến), Тохыу (вьет. Tố Hữu), Йенло (вьет. Yên Lộ). Также через Хадонг проходит железная дорога, соединяющая уезды Донгань и Тханьчи (имеется вокзал Хадонг). Ведётся строительство Ханойского метро (система наземных электропоездов), которое пройдёт через территорию Хадонга.

## Культура
В районе расположены музей Аодиньланглака (вьет. Ao Đình Làng La Cả), буддийские храмы Маулыонг (вьет. Mậu Lương), Чанг (вьет. Trắng), Биаба (вьет. Bia Bà), Зьенкхань (вьет. Diên Khánh), Лазыонгам (вьет. La Dương), Ам (вьет. Âm), Ка (вьет. Cả), Нгой (вьет. Ngòi), Каудо (вьет. Cầu Đơ), Даши (вьет. Đa Sỹ), Чиньлыонг (вьет. Trinh Lương), Лангкуанглам (вьет. Làng Quang Lãm), Тхыонгмао (вьет. Thượng Mạo), Донгхоанг (вьет. Đồng Hoàng), буддийская пагода Ха (вьет. Hạ). Хадонгский шёлк, являющийся культурным достоянием Ханоя, стал известен в мире после выхода на экраны художественного фильма режиссёра Лыу Хюиня «Белое шёлковое платье».
В квартале Кьенхынг проходит праздник посёлка Даши, посвящённый местному божеству-покровителю, известному врачу XVIII века Хоанг Донг Хоа (вьет. Hoàng Đôn Hoà) и его жене, принцессе Фыонг Зунг (вьет. Phương Dung), которая выращивала лекарственные растения; фестиваль сопровождается жертвоприношениями, преподнесением ладана, процессией паланкинов, танцем дракона, выступлениями жонглёров, качу и театра тео, петушиными боями, борьбой. В кварталах Фулам и Фулыонг проводится праздник Шом (вьет. Som), который сопровождается рядом религиозных церемоний (в том числе молитвами о хорошем здоровье и рождении сына).

## Образование и наука
В Хадонге базируются Политическая академия Вьетнама, Академия народной безопасности, Ханойский университет прокуратуры, Вьетнамский военно-медицинский университет (вьет. Học viện Quân y Việt Nam), Вьетнамская академия традиционной медицины, Университет Дайнам (вьет. Đại Nam), Университет Тханьтэй (вьет. Thành Tây), кампусы Ханойского архитектурного университета и Технологического института почты и телекоммуникаций, медицинский колледж Хадонга, Вьетнамский институт геофизических исследований и полезных ископаемых.

## Здравоохранение
В районе находятся Ханойская педиатрическая больница, Ханойская онкологическая больница, Ханойская глазная больница, военный госпиталь № 103, больница Вьетнамской академии традиционной медицины и главная больница Хадонга.